# Luis Fazio
Luis María Fazio (ur. 1911, zm. ?) – piłkarz argentyński, obrońca.
Jako gracz klubu CA Independiente wziął udział w turnieju Copa América 1937, gdzie Argentyna zdobyła tytuł mistrza Ameryki Południowej. Fazio zagrał w trzech meczach – z Peru i dwóch decydujących o mistrzowskim tytule pojedynkach z Brazylią.
W barwach Independiente Fazio rozegrał 193 mecze i zdobył 2 bramki – pierwszą 1 maja 1932 roku z karnego w wygranym 2:0 meczu z Tigre Buenos Aires, a drugą (też z karnego) 5 czerwca tego samego roku w zremisowanym 2:2 meczu przeciwko Gimnasia y Esgrima La Plata.
Fazio grał także w urugwajskim klubie Club Nacional de Football, z którym w 1939 roku zdobył mistrzostwo Urugwaju. W reprezentacji Argentyny wystąpił 3 razy.